# Kirsti Skagen
Pour les articles homonymes, voir Skagen (homonymie).
Kirsti Skagen, née Ellefsdatter le 8 mai 1788 et morte le 24 novembre 1897, est une centenaire norvégienne. Lors du décès de sa compatriote Lavina Hansdatter le 16 mai 1893, elle devient la personne vivante la plus âgée connue à l'échelle nationale, européenne et peut-être mondiale. Elle détient ces titres pendant 1 653 jours. Ou elle est doyenne de l'humanité pendant 1 an et 217 jours à compter du 4 septembre 1896 (sources contradictoires). Le citoyen des Pays-Bas Geert Adriaans Boomgaard lui succède comme doyen de l'Europe et de l'humanité lorsqu'elle meurt à l'âge de 109 ans et 200 jours.

## Biographie
Kirsti Ellefsdatter, née à Luster de Ellef Johansen et Marte Arnesdatter, est baptisée le 1er juin 1788 dans l'église de Fortun (en).
En 1825, elle se marie avec Henrik Olsen, avec qui elle a un fils prénommé Ellef et une fille prénommée Sophie (née en 1832). En 1875, son mari décède à l'âge de 71 ans. Kirsti déménage chez son fils peu après, mais au bout de dix ans, elle décide de retourner à Fortun. Elle a alors 102 ans. En raison de son grand âge, elle est devenue une attraction dans le village, et des photographes sont même venus l'immortaliser. Elle décède en Norvège après être devenue la première personne connue à atteindre l'âge de 109 ans.